# Берёзовка (Лудзенский край)
Берёзовка (латыш. Berjozovka) — населённый пункт в Лудзенском крае Латвии. Входит в состав Бригской волости. Находится у региональной автодороги P136 (Лудза — Бриги — Зилупе). По данным на 2017 год, в населённом пункте проживало 6 человек.

## История
К началу XX века Берёзовка была посадом Нерзинской волости Люцинского уезда Витебской губернии. Имелось еврейское земледельческое поселение: 14 душ коренного населения на 10 десятинах.